# العلاقات المالديفية الجنوب سودانية
العلاقات المالديفية الجنوب سودانية هي العلاقات الثنائية التي تجمع بين المالديف وجنوب السودان.

## مقارنة بين البلدين
هذه مقارنة عامة ومرجعية للدولتين:
| وجه المقارنة                                              | المالديف       | جنوب السودان                  |
| --------------------------------------------------------- | -------------- | ----------------------------- |
| المساحة (كم2)                                             | 298            | 619.75 ألف                    |
| عدد السكان (نسمة)                                         | 436.33 ألف     | 12.58 مليون                   |
| الكثافة السكانية (ن./كم²)                                 | 146.42 ألف     | 20.3                          |
| العاصمة                                                   | ماليه          | جوبا                          |
| اللغة الرسمية                                             | اللغة الديفهي  | لغة إنجليزية                  |
| العملة                                                    | روفيه مالديفية | جنيه جنوب سوداني، جنيه سوداني |
| الناتج المحلي الإجمالي (بليون دولار)                      | 4.60 مليار     | 2.90 مليار                    |
| الناتج المحلي الإجمالي (تعادل القوة الشرائية) بليون دولار | 5.23 مليار     | 22.88 مليار                   |
| الناتج المحلي الإجمالي الاسمي للفرد دولار أمريكي          | 8.39 ألف       | 73                            |
| الناتج المحلي الإجمالي للفرد دولار أمريكي                 | 12.53 ألف      | 2.02 ألف                      |
| مؤشر التنمية البشرية                                      | 0.706          | 0.467                         |
| رمز المكالمات الدولي                                      | +960           | +211                          |
| رمز الإنترنت                                              | .mv            | .ss                           |
| المنطقة الزمنية                                           | ت ع م+05:00    | ت ع م+03:00                   |

## منظمات دولية مشتركة
يشترك البلدان في عضوية مجموعة من المنظمات الدولية، منها:
| علم المنظمة | اسم المنظمة                        | تاريخ انضمام المالديف | تاريخ انضمام جنوب السودان |
| ----------- | ---------------------------------- | --------------------- | ------------------------- |
|             | وكالة ضمان الاستثمار متعدد الأطراف | 19 مايو 2005          | 18 أبريل 2012             |
|             | منظمة الشرطة الجنائية الدولية      | ?                     | ?                         |
|             | الأمم المتحدة                      | 21 سبتمبر 1965        | 14 يوليو 2011             |
|             | مؤسسة التمويل الدولية              | 2 فبراير 1983         | 18 أبريل 2012             |
|             | يونسكو                             | 18 يوليو 1980         | 27 أكتوبر 2011            |
|             | مؤسسة التنمية الدولية              | 13 يناير 1978         | 18 أبريل 2012             |
|             | البنك الدولي للإنشاء والتعمير      | 13 يناير 1978         | 18 أبريل 2012             |
|             | الاتحاد البريدي العالمي            | ?                     | ?                         |
|             | الاتحاد الدولي للاتصالات           | 28 فبراير 1967        | 3 أكتوبر 2011             |

## وصلات خارجية
- موقع وزارة الخارجية المالديفية
- موقع وزارة الخارجية الجنوب سودانية